# Степашки
Степáшки — село в Україні, у Гайсинській міській громаді Гайсинського району Вінницької області. До 2020 орган місцевого самоврядування — Степаська сільська рада. Населення становить 809 осіб.

## Історія
1739 року гетьман великий коронний Юзеф Потоцький надав село Степашки (також Рубань) у довічне володіння колишньому гайдамацькому отаманові Саві Чалому, який перед цим вступив до нього на приватну службу. Степашки входили тоді до складу Брацлавського воєводства Польського королівства Речі Посполитої.
1741 року (або 5 січня 1742 року) Саву Чалого у його маєтку в Степашках за зраду було вбито гайдамацьким отаманом Гнатом Голим.
Після Другого поділу Речі Посполитої 1793 р. Степашки увійшли до складу Гайсинського повіту спочатку Брацлавського намісництва, а від 1797 року — Подільської губернії Московського царства. Степашки були тоді власністю шляхетського роду Єловицьких.
За переписом населення 1897 року у Степашках 1114 чоловіків та 1096 жінок українців-селян і не більше 10 родин поляків-шляхтичів та жидів-міщан. Головним зайняттям населення було землеробство зі значною частиною вирощування капусти, яка тут добре родила. Капустою Степашки забезпечували весь Гайсинський повіт.
1855 року у Степашках було побудовано гуральню.
Від самого заснування у Степашках існувала дерев'яна церква, яку було розібрано 1857 р. На її місці коштом Єловицьких було поставлено нову дерев'яну церкву в ім'я Різдва Пресвятої Богородиці. 1897 р. у Степашках було засновано двокласну церковну школу.
7 (20) листопада 1917 року, відповідно до Третього Універсалу Української Центральної Ради, увійшло до складу Української Народної Республіки.
Під час Голодомору 1932-1933 років населення села скоротилося більш ніж наполовину.
12 червня 2020 року, відповідно до розпорядження Кабінету Міністрів України № 707-р «Про визначення адміністративних центрів та затвердження територій територіальних громад Вінницької області», село увійшло до складу Гайсинської міської територіальної громади.
19 липня 2020 року, в результаті адміністративно-територіальної реформи та ліквідації Гайсинського району (1923—2020), село увійшло до складу новоутвореного Гайсинського району.

## Археологічні пам'ятки
У селі виявлено поселення трипільської культури. Пам'ятка розташована поблизу села.

## Відомі уроджеці
- Жмурко Іван Матвійович — Герой Радянського Союзу
- Куземський Микола Іванович — український журналіст, поет.
- Юзеф Сава-Цалиньский — син Сави Чалого, один з найвідоміших вождів Барської конфедерації. Народився близько 1736. Як польський герой оспіваний видатним поетом Юліушем Словацьким.
- Францішек Равіта-Гавронський — польський історик та письменник. Народився 4.11.1846.
- Рудик Микола Мартинович — Герой Радянського Союзу